# 平沼正二郎
平沼 正二郎（ひらぬま しょうじろう、1979年（昭和54年）11月11日 - ）は、日本の政治家。自由民主党所属の衆議院議員（2期）。平沼赳夫の次男。自由民主党青年局長代理。
復興大臣政務官兼内閣府大臣政務官を歴任。

## 来歴
岡山県岡山市出身。岡山県立岡山一宮高等学校、学習院大学経済学部卒業。ソニーマーケティング勤務を経て、2006年に同僚らと企業のホームページ作成などを手がけるIT企業を設立。また、学生の頃から父・平沼赳夫の選挙を手伝う。
2017年10月には父の後継として第48回衆議院議員総選挙に無所属で立候補したが、自民党副幹事長を務めた阿部俊子に約3,500票差で敗れた（平沼と阿部の双方が保守系無所属として立候補し、自民党は当選した阿部を追加公認）。2021年10月の第49回衆議院議員総選挙では自民党の公認を得た阿部と激しく揉みあい、小選挙区では13,700票差以上で勝利し、当選した（阿部は比例復活）。自民党籍を有しながらも党公認を得られず、無所属での出馬であったが、初当選直後の2021年11月8日に自民党会派入りおよび国政での党員としての活動を認められ、正式に自民党所属の代議士となった。また、派閥は父の赳夫が命名した志帥会（二階派）に加入した。息子と娘がいて、姉は平沼の第二秘書を務めている。
衆議院小選挙区10増10減の対象となった岡山県は選挙区の数が5→4に削減され、廃止された岡山5区選出の加藤勝信が新3区の支部長に選任されたため、次期衆議院議員総選挙では前回同区に立候補して比例で選出されていた阿部と共に、比例単独で出馬することとなった。
2024年9月27日に行われた自民党総裁選挙において、1回目の投票では加藤勝信に投じた。得票数1位の高市早苗と2位の石破茂が進んだ決選投票では高市に投じた。
2024年10月27日の第50回衆議院議員総選挙では、比例中国ブロックより単独2位で再選。

## 所属団体・議員連盟
- 自民党たばこ議員連盟[14]
- 日本の尊厳と国益を護る会
- みんなで靖国神社に参拝する国会議員の会
- 創生「日本」
- 神道政治連盟国会議員懇談会[15]
- 責任ある積極財政を推進する議員連盟 - 事務局次長[16]
- 津山ロータリークラブ

## 選挙
| 当落 | 選挙                   | 執行日         | 年齢 | 選挙区           | 政党       | 得票数    | 得票率 | 定数 | 得票順位 /候補者数 | 政党内比例順位 /政党当選者数 |
| ---- | ---------------------- | -------------- | ---- | ---------------- | ---------- | --------- | ------ | ---- | ------------------ | ---------------------------- |
| 落   | 第48回衆議院議員総選挙 | 2017年10月22日 | 37   | 岡山県第3区      | 無所属     | 5万5947票 | 36.61% | 1    | 2/4                | /                            |
| 当   | 第49回衆議院議員総選挙 | 2021年10月31日 | 41   | 岡山県第3区      | 無所属     | 6万8631票 | 44.38% | 1    | 1/4                | /                            |
| 当   | 第50回衆議院議員総選挙 | 2024年10月27日 | 44   | 比例中国ブロック | 自由民主党 | ーー票    | ーー   | 10   | /                  | 2/5                          |